# Crocidura similiturba
Crocidura similiturba — вид ссавців гризунів родини землерийкових (Soricidae). Це ендемік Ефіопії, де він мешкає на висоті близько 1500 метрів над рівнем моря. Його природним середовищем існування є екотон сухих заболочених угідь і лісів з густим покривом чагарників і трави. Має довжину від голови до крижа 86–102 мм, хвіст 57,5–67,5 мм, вагу 13–21 г, хутро чорне.